# 戈洛什納 (韋爾霍維納區)
47°53′15″N 24°53′10″E / 47.88750°N 24.88611°E
戈洛什納（烏克蘭語：Голошина），是烏克蘭的村落，位於該國西部伊萬諾-弗蘭科夫斯克州，由韋爾霍維納區負責管轄，始建於1932年，面積10平方公里，2001年人口415，人口密度每平方公里41.5人。